# キミノヒマラヤキイチゴ
キミノヒマラヤキイチゴ（学名：Rubus ellipticus）は、バラ科キイチゴ属に分類される植物の一種。別名「オニイチゴ」。

## 分布
アジア原産。
世界中で食用・観賞用に栽培されており、熱帯アフリカやハワイでは外来種として定着している。

## 特徴

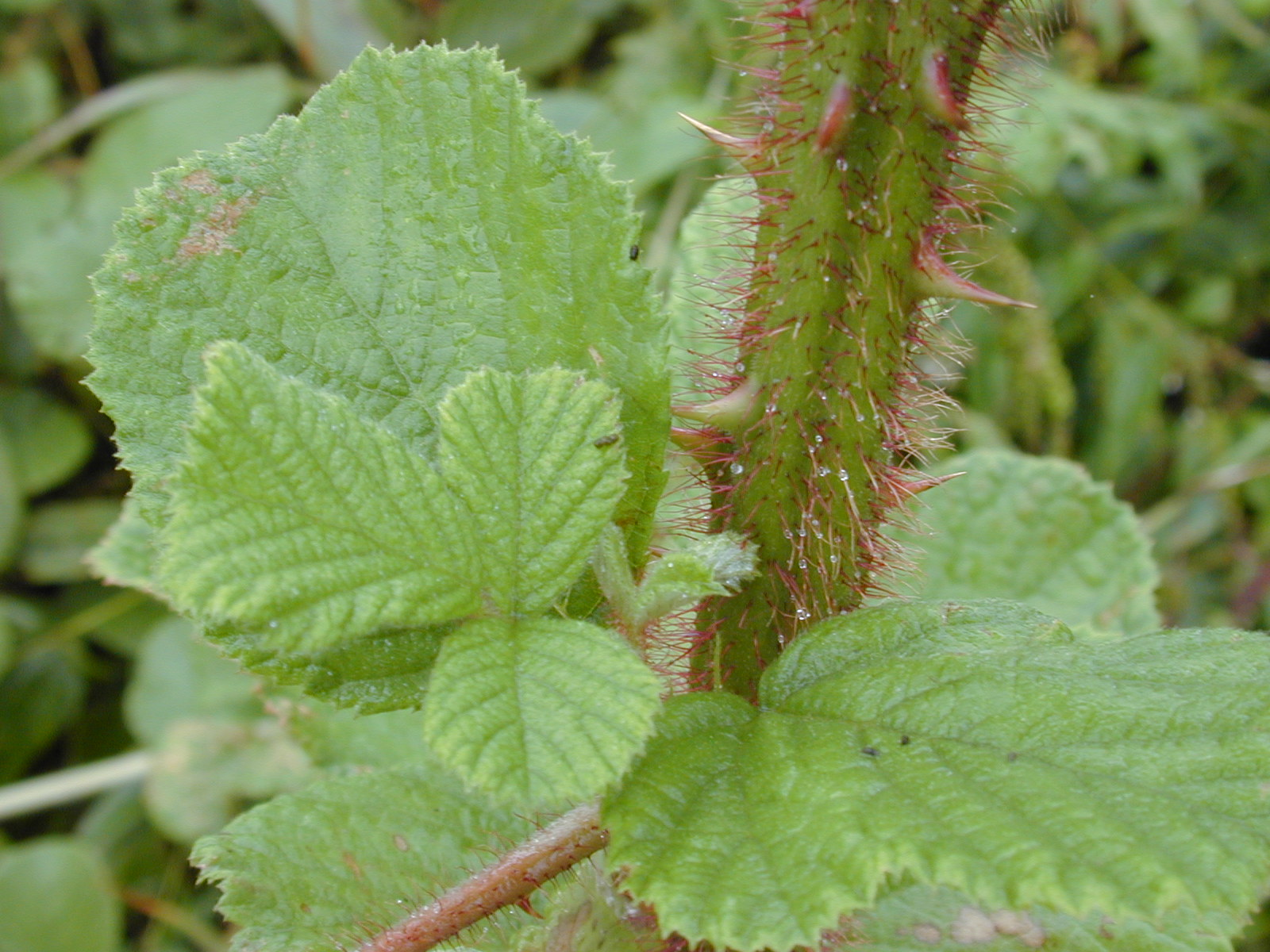
キミノヒマラヤキイチゴの茎

低木で茎には棘があり、高さ2.2mほどまで生長する。果実は黄色で、大きさは15-25mm程度。
森林、草原、湿地、農地などの環境に生育する。

## 外来種問題
本種が森林などに定着した地域では、在来種のキイチゴ類が駆逐されて問題となっている。こうした悪影響から、本種は国際自然保護連合によって世界の侵略的外来種ワースト100に選定されている。
日本では外来生物法にもとづき要注意外来生物に指定されている。